# Shennong ben cao jing

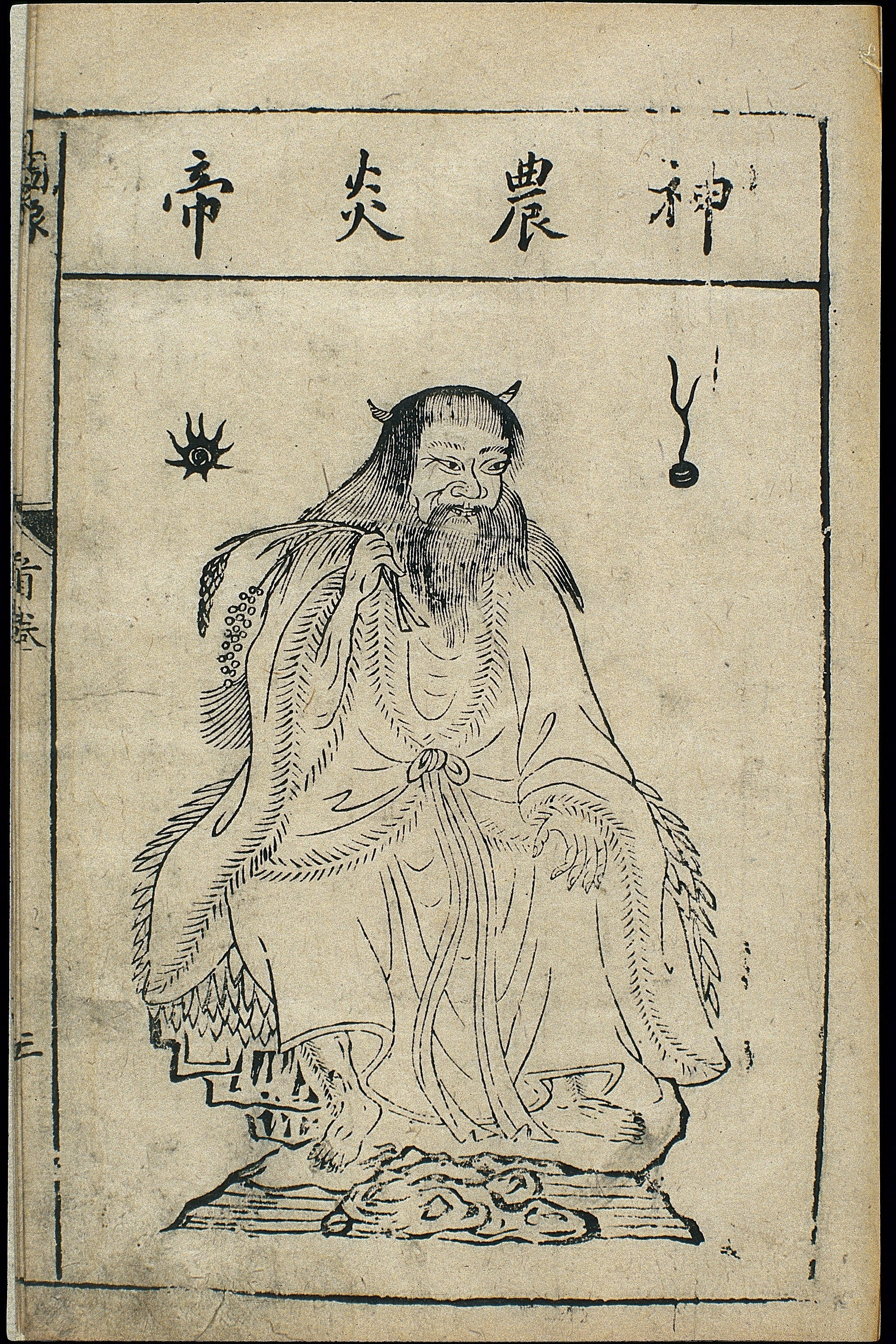
Einer aus einer Serie von Holzschnitten berühmter Ärzte und legendärer Begründer der chinesischen Medizin aus einer Ausgabe von Bencao mengquan (Einführung in das Arzneibuch)

Das Shennong Bencaojing (chinesisch 神農本草經 / 神农本草经, Pinyin Shénnóng Běncǎojīng, W.-G. Shen2-nung2 Pen3-ts'ao3 Ching1 – „Heilkräuterklassiker nach Shennong“) ist ein chinesisches Buch über Ackerbau und Heilpflanzen. Die Autorschaft wurde dem mythischen chinesischen Urkaiser Shennong zugeschrieben, der etwa 2800 v. Chr. gelebt haben soll; es wäre demnach das älteste bekannte Buch über Ackerbau und Heilpflanzen. Tatsächlich dürfte das Werk um einiges jünger sein, die meisten Forscher vermuten eine Abfassung zwischen 300 v. Chr. und 200 n. Chr. Das Originalbuch ist nicht mehr erhalten und soll aus drei Bänden bestanden haben, die verschiedene Heil- und Arzneipflanzen dargestellt haben.
- Der erste Band behandelte dabei 120 Arzneimittel, die für den Menschen ungiftig und stärkend sind und über längere Zeit ohne Schaden zu verursachen eingenommen werden können. Sie werden als himmlisch bezeichnet (上品 shàng pǐn). Dazu wurden u. a. der Glänzende Lackporling, Ginseng, Jujube, die Orange, die Zimtkassie, die Ackerdistel und das Süßholz gerechnet

- Der zweite Band widmete sich 120 weiteren Arzneistoffen, die auf Körperfunktionen einwirken und teilweise auch giftig sind. Ihre Giftigkeit ist von der Dosierung abhängig. Sie werden als menschlich bezeichnet (中品 zhōng pǐn). Darunter fallen der Ingwer, die Pfingstrosen, die Tigerlilie, der Tüpfelfarn Polypodium amoenum und die Schlangengurke.

- Der dritte Band schließlich stellte 125 spezifische Arzneimittel dar, die heftig auf die Körperfunktionen wirken und wegen ihrer Giftigkeit nicht über lange Zeit eingenommen werden dürfen. Diese Stoffe werden als irdisch bezeichnet (下品 xià pǐn). Hierzu gehören der Rhabarber, verschiedene Eisenhut-Arten und auch die Kerne des Pfirsichs.

In seiner 1735/36 erschienenen Description de l’Empire de la Chine (Beschreibung des Chinesischen Reichs) veröffentlichte der Pariser Jesuit Jean-Baptiste Du Halde eine Übersetzung von Teilen der Einleitung des Shénnóng běncǎo jīng ins Französische.
Als der russische Arzt Emil Bretschneider im 19. Jahrhundert China bereiste, bemerkte er, dass Shennongs Beschreibungen der Pflanzen und ihrer Wirkungen in der täglichen Praxis noch immer beachtet wurden.